# Baldwinonus
Baldwinonus és un gènere de pelicosaure extint de la família dels ofiacodòntids que visqué des del Carbonífer superior fins al Permià inferior, fa entre 290,1 i 303,4 milions d'anys. Se n'han trobat restes fòssils als Estats Units.